# Альбертслунн (муніципалітет)
Альбертслунн (дан. Albertslund) — муніципалітет у регіоні Столичний регіон королівства Данія. Площа — 23.2 квадратних кілометрів. Адміністративний центр муніципалітету — місто Альбертслунн.

## Населення
У 2012 році населення муніципалітету становило 27 864 особи.